# José Romeu
José Rizo Navarro, conocido como José Romeu (Lorca, 15 de febrero de 1900-Alicante, 8 de abril de 1986), fue un actor español.

## Biografía
Debutó en los escenarios en los principios del siglo XX representado papeles de obras dramáticas como El sí de las niñas, Cartas moriscas, Don Juan Tenorio, Romeo y Julieta, Cleopatra, La fuerza del sino.
Intervino como primer actor de reconocidas compañías en teatros como el teatro Español, teatro Beatriz, teatro Infanta Isabel y otros de todas España. Compartió reparto con las actrices y actores: Enrique Rambal, Carmen Sánchez, Carola Fernán Gómez, Rafael Bardem, Jesús Navarro, Fernando Díaz de Mendoza, Milagros Leal, Amparo Soler Leal.
A mediados de siglo XX formó parte en la compañía dramática nacional española  de teatro clásico. Participó en algunas películas.

## Cine
- 1922 Carceleras
- 1924 Diego Corrientes
- 1924 A fuerza de arrastrarse
- 1925 Pepita Jiménez
- 1931 Su noche de bodas
- 1932 El canto del ruiseñor
- 1936 Luis Candelas
- 1940 La justicia de Pancho Villa
- 1958 Farmacia de guardia